# Marco Mazzocchi
Marco Mazzocchi (Roma, 13 aprile 1966) è un giornalista e conduttore televisivo italiano.

## Biografia
Figlio del giornalista Giacomo Mazzocchi (per molti anni telecronista di atletica per TMC), dal 1988 lavora in RAI, prima come collaboratore poi, a partire dal 1993, come dipendente. Ha lavorato soprattutto in ambito sportivo, collaborando con Il Processo del Lunedì, Novantesimo minuto, La Domenica Sportiva. Ha condotto quest'ultima trasmissione per cinque anni. 
Inviato alle Olimpiadi del 1996, ha condotto le dirette delle Olimpiadi del 2000 e del 2004 e le Olimpiadi invernali di Torino 2006. Ha seguito due Giri d'Italia, conducendo un'edizione de Il Processo alla Tappa, e un Tour de France. 
Sempre per la Rai ha seguito la Nazionale italiana di calcio ai mondiali dall'edizione 1998 e agli Europei di Calcio dall'edizione del 2000. Nel 2002, in particolare, ha condotto insieme con Gian Piero Galeazzi e Luisa Corna Notti Mondiali su Rai 1.
Nel 2003 ha curato i collegamenti per L'isola dei famosi. Nel 2005 ha partecipato alla seconda edizione di Ballando con le stelle, con la ballerina Vincenza Farnese.
Nel 2006 è stato inviato per il programma Wild West realizzando tre minidocumentari dal titolo Aspettando Wild West. Nel 2007 ha condotto con Maddalena Corvaglia la trasmissione Balls of Steel. Nello stesso anno ha anche partecipato a una spedizione al K2 organizzata dalla K2 Freedom, con Daniele Nardi capospedizione, fermandosi al campo base. Di questa esperienza ha realizzato un documentario per Rai 2 dal titolo K2: Il sogno, l'incubo, dedicato all'alpinista Stefano Zavka deceduto sul K2 durante quella stessa spedizione. In seguito ha girato altri due docufilm per Rai 2: Yukon Quest: sulle tracce di Zanna Bianca, partecipando a una gara di slitte trainate da cani e L'onda perfetta, seguendo tre surfisti italiani in Costa Rica e Perù. 
Nella stagione 2008-2009 ha fatto parte del cast di Quelli che il calcio. Nella primavera del 2009 è tornato a Rai Sport per curare e condurre un programma di interviste a personaggi dello sport e dello spettacolo dal titolo Volevo essere Paolo Rossi, in onda sul canale satellitare e digitale Raisportpiù. In estate è tornato alla conduzione di un grande evento sportivo: i Campionati del mondo di nuoto 2009 di Roma. Da novembre 2009 è caporedattore della redazione calcio.
Nel 2010 ha condotto Mondiale Rai Sprint su Rai 1 e Mondiale Rai Sera su Rai 2. Dall'agosto 2010 al settembre 2015 è stato responsabile del team di Raisport al seguito della Nazionale di calcio e conduttore degli studi pre e post partita. Ideatore di DirettAzzurra, programma di Rai Sport 1 che segue in diretta allenamenti e conferenze stampa della Nazionale di calcio. Da Team Leader di Raisport segue e racconta gli Europei del 2012, la Confederations Cup del 2013 e i Mondiali del 2014. Dal 16 aprile 2012 alla primavera del 2013 cura e conduce Mattina sport su Rai Sport 1. Dal 22 ottobre 2013 cura e conduce Zona 11 pm su Rai Sport 1, trasmissione che va in onda alle ore 23. Dal settembre 2014 diviene conduttore dello storico programma Novantesimo minuto in sostituzione di Franco Lauro, e nella stagione 2015/16 viene affiancato alla conduzione da Paola Ferrari. La trasmissione parte alle 17.10 (Novantesimo Minuto Zona Mista) con le interviste dei dopopartita, alle 18.10 diventa Novantesimo Minuto classico (i gol della domenica), alle 19.00 diventa Novantesimo Minuto Tempi Supplementari (approfondimenti e curiosità).
Domenica 3 aprile, in collaborazione con Enrico Testa, firma 14 - Una storia nella storia, speciale di venticinque minuti, dedicato a Johan Crujiff, fuoriclasse del calcio mondiale da poco scomparso. Dal 19 maggio 2016 viene nominato vicedirettore di Raisport. A giugno con Flavio Insinna conduce Il grande match su Rai 1 e i pre e post-partita dell'Europeo insieme a Paola Ferrari. Ad agosto 2018 viene sostituito alla conduzione di 90º minuto da Alberto Rimedio. Da settembre 2018 conduce insieme a Gabriele Corsi e Andrea Delogu il nuovo programma di Rai 2, B come Sabato. Nell'estate del 2019 conduce su Rai 2 il programma settimanale “Miti d’oggi”, nel quale racconta grazie alle immagini dell'archivio Rai le imprese degli ultimi 40 anni di sport.
Dal febbraio 2020 partecipa in coppia con Max Giusti a Pechino Express, in onda su Rai 2, formando la coppia dei Gladiatori. I due verranno poi eliminati nella semifinale del programma. Dall'autunno 2020 conduce Stop and Go in coppia con Laura Forgia e torna dopo 11 anni a far parte del cast di Quelli che il calcio. Nel 2021 interpreta se stesso nel film TV Crazy for Football - Matti per il calcio. Dal 14 al 21 novembre 2021 conduce con Melissa Greta Marchetto uno spin-off di Quelli che...: si tratta di una breve striscia quotidiana in stile pop sulle ATP Finals di tennis a Torino, intitolata Quelli che... il tennis.
Nell’ottobre del 2023 torna a condurre un programma su Rai 2, A tutto campo, in onda il venerdì sera in seconda serata. In occasione degli Europei di calcio, nel 2024 ha condotto insieme a Paola Ferrari Notti europee su Rai 1. Per la stagione 2024-2025 conduce 90º minuto di Lunedì in seconda serata su Rai 2 a conclusione del turno di Serie A e i post partita delle gare della Nazionale italiana su Rai 1.

## Programmi TV
- Il processo del lunedì (Rai 3, 1993)
- Olimpiadi (Rai 3, 1996, 2000, 2004) inviato
- La domenica sportiva (Rai 2, 1999-2002, 2004-2006)
- Europei di calcio (Rai 3, 2000, 2004)
- Notti mondiali (Rai 1, 2002)
- L'isola dei famosi (Rai 2, 2003) inviato
- Prima o poi (Rai 2, 2004)
- Ballando con le stelle (Rai 1, 2005) concorrente
- XX Giochi olimpici invernali (Rai 3, 2006)
- Campionato mondiale di calcio 2006 (Rai 1, 2006)
- Wild West (Rai 2, 2006) inviato
- Ball of Steel (Rai 2, 2006)
- K2: Il sogno, l'incubo (Rai 2, 2007) narratore
- Quelli che il calcio (Rai 2, 2008-2009; 2020-2021) opinionista
- Volevo essere Paolo Rossi (Rai Sport, 2009)
- Mondiale Rai Sprint (Rai 1, 2010)
- Mondiale Rai Sera (Rai 2, 2010)
- Mattina Sport (Rai Sport, 2012-2013)
- Zona 11 pm (Rai Sport, 2013-2016)
- Confederations Cup (Rai 1, 2013)
- Campionato mondiale di calcio 2014 (Rai 1, 2014)
- 90º minuto (Rai 2, 2014-2016)
- Techetechete' (Rai 1, 2015) Puntata 39
- Il grande match (Rai 1, 2016)
- B come Sabato (Rai 2, 2018)
- Miti d'oggi (Rai 2, dal 2019)
- Pechino Express (Rai 2, 2020) concorrente
- Stop and Go (Rai 2, 2020-2022)
- Crazy for Football - Matti per il calcio, regia di Volfango De Biasi - film TV (Rai 1, 2021)
- Quelli che... il tennis (Rai 2, 2021)
- A tutto campo (Rai 2, 2023-2024)
- Notti europee (Rai 1, 2024)
- 90º minuto di Lunedì (Rai 2, dal 2024)
- Post partita Nazionale (Rai 1, 2024)